# Podtatranská kotlina

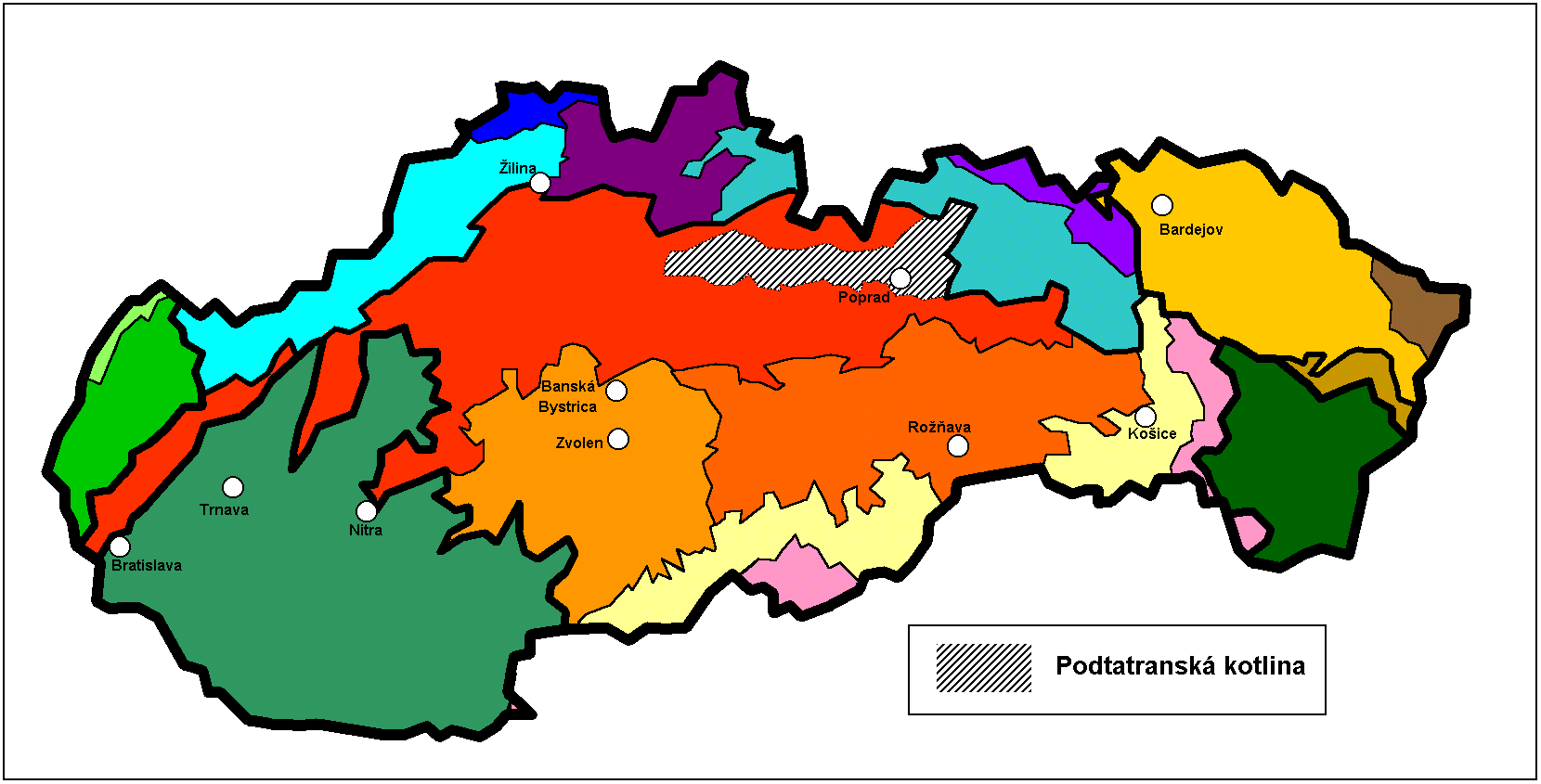
Die Podtatranská kotlina innerhalb der Geomorphologischen Einteilung der Slowakei

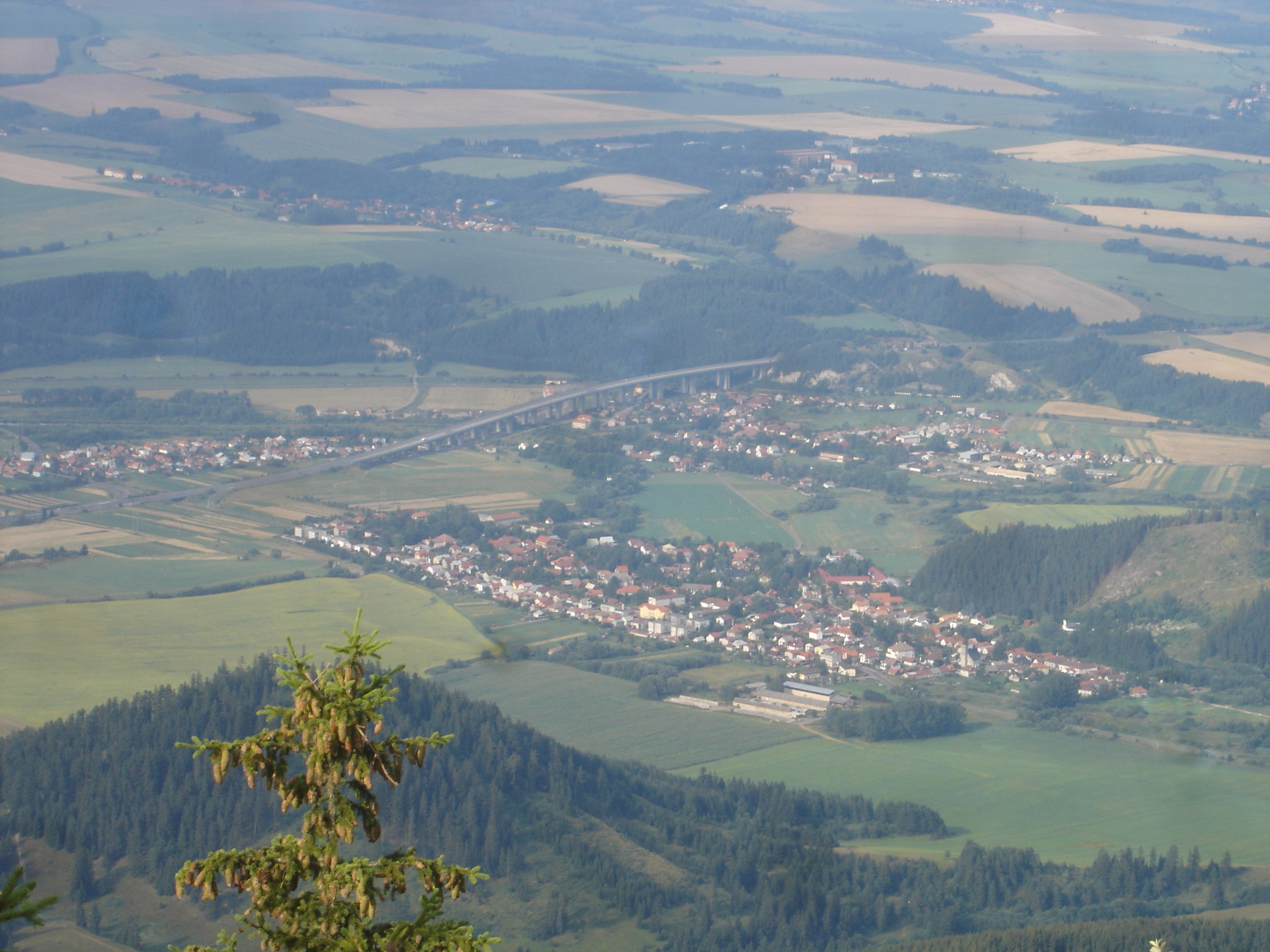
Landschaft der Podtatranská kotlina bei Liptovský Ján

Die Podtatranská kotlina, deutsch Untertatra-Kessel, ist eine in der Slowakei gelegene Talsenke, die als geomorphologische Einheit zum Fatra-Tatra-Gebiet gerechnet wird. Damit ist sie gleichzeitig Teil der Inneren Westkarpaten.

## Lage und Abgrenzung
Die Talsenke liegt im Norden der Slowakei. Sie hat eine Ost-West-Ausdehnung von ca. 60 km, ist in der Nord-Süd-Achse etwa 10 km lang und wird begrenzt
- im Norden von der Tatra,
- im Nordosten von der Spišská Magura (Zipser Magura),
- im Osten von den Levočské vrchy (Leutschauer Berge),
- im Südosten vom Gebirgszug Kozie chrbty,
- im Südwesten von der Niederen Tatra (Nízke Tatry),
- im Westen von der Veľká Fatra (Große Fatra),
- im Nordwesten vom Gebirge Chočské vrchy.

## Einteilung
Die Podtatranská kotlina wird in drei Untereinheiten geteilt:
- Liptovská kotlina (etwa „Liptau-Kessel“) im Westen,
- Popradská kotlina (etwa „Poprad-Kessel“) im Osten,
- Tatranské podhorie (etwa „Tatra-Vorgebirge“) im Norden.

Die Grenze zwischen den beiden erstgenannten Untereinheiten entspricht im Wesentlichen der Europäischen Wasserscheide; nach Westen wird das Gebiet von der Váh (Waag) über die Donau ins Schwarze Meer, nach Osten von der Poprad über den Dunajec und die Weichsel in die Ostsee entwässert.

## Charakteristik und Wirtschaft
Die Podtatranská kotlina liegt in einer Höhe von durchschnittlich 700 bis 800 m, der tiefste Punkt auf 475 m (Váh bei Ružomberok). Die überwiegend unbewaldete Region wird für landwirtschaftliche Zwecke genutzt, ist jedoch auch industriell entwickelt und recht dicht besiedelt. Einige bedeutende Verkehrswege durchziehen den Talkessel (die Bahnstrecke Košice–Žilina, die Europastraße 50, die teilweise fertiggestellte Autobahn D1).

Viele Ortschaften sind touristische Ausgangspunkte für die umliegenden Gebirge, einige besitzen selbst Bedeutung für den Fremdenverkehr.

## Bedeutende Ortschaften
- Poprad
- Liptovský Mikuláš
- Ružomberok
- Kežmarok
- Svit

Koordinaten: 49° 5′ 0″ N, 20° 0′ 0″ O